# まきなみ (護衛艦・2代)
まきなみ（ローマ字：JS Makinami, DD-112）は、海上自衛隊の護衛艦。たかなみ型護衛艦の3番艦。艦名は「逆巻く波」（砕波の一種）に由来し、この名を受け継ぐ日本の艦艇としては、旧海軍夕雲型駆逐艦「巻波」、あやなみ型護衛艦「まきなみ」に続き3代目に当たる。
本記事は、本艦の艦暦について主に取り扱っているため、性能や装備等の概要についてはたかなみ型護衛艦を参照されたい。

## 艦歴
「まきなみ」は、中期防衛力整備計画に基づく平成11年度計画4,600トン型護衛艦2241号艦として、IHIMU横浜工場で2001年7月17日に起工され、2002年8月8日に中谷元防衛庁長官の命名により進水、2004年3月18日に就役し、第2護衛隊群第2護衛隊に編入され佐世保に配備された。なお、国産護衛艦としては通算100隻目となる。また、同工場で最初の護衛艦建造となった。
2005年5月18日から8月20日の間、護衛艦「みょうこう」、「あけぼの」とともに米国派遣訓練に参加。8月8日に佐世保基地に帰投する。
2006年11月12日、テロ対策特別措置法に基づき、補給艦「とわだ」と共にインド洋に派遣、2007年3月まで任務に従事し、4月26日に帰国した。
2008年3月26日、護衛隊改編により第3護衛隊群第3護衛隊に編入された。
同年環太平洋合同演習（RIMPAC）に参加。
2010年8月26日、第6次派遣海賊対処行動水上部隊としてソマリア沖・アデン湾に向けて佐世保から出航、僚艦の護衛艦「せとぎり」とは途中で合流、同年9月20日から12月22日までの間計28回の船団護衛を実施し2011年1月18日に佐世保に帰港した。
2011年3月16日、編成替えにより所属は第3護衛隊群第3護衛隊と変わらないが、定係港が佐世保から大湊に転籍。
2012年8月31日、第13次派遣海賊対処行動水上部隊としてソマリア沖・アデン湾に向けて大湊から護衛艦「ゆうぎり」とともに出航した。2013年1月23日、インド洋でモルディブ沿岸警備隊哨戒艇シャヒード・アリと親善訓練を実施した。2013年2月11日に大湊に帰港。
2015年10月23日、護衛艦「すずなみ」と共に第23次派遣海賊対処行動水上部隊としてアフリカ・ソマリア沖での海賊対策任務にあたるため出航した。集団的自衛権の行使を可能とする安全保障関連法の成立後としては初めての派遣となった。任務を終え、2016年5月8日に大湊に帰港。
2016年10月11日、第3護衛隊群第7護衛隊に編入。
2017年11月12日、日本海において護衛艦「いなづま」及び「いせ」とともに米空母「ロナルド・レーガン」、「ニミッツ」、「セオドア・ルーズベルト」他、艦艇数隻と日米共同訓練を実施した。 
2018年5月21日、練習艦「かしま」と共に『平成30年度遠洋練習航海』に出発。第69期一般幹部候補生課程修了者約190名（うちタイ王国海軍少尉1名）を含む約580名と共に163日間で10カ国、12寄港地を訪問、10月30日に横須賀に帰投した
。
2021年6月23日、グアム西方の海空域において米海軍哨戒艇（MK-Ⅵ）と共同訓練を実施した。その後、6月25日から30日にかけて、オーストラリア北方訓練海空域において米海軍駆逐艦「ラファエル・ペラルタ」、補給艦「サカガウィア」とともに日米共同訓練を実施し、6月30日から7月3日には、オーストラリア東方海空域において実施された日米豪韓共同訓練に参加した。米海軍からは駆逐艦「ラファエル・ペラルタ」が、オーストラリア海軍からは駆逐艦「ブリスベン」、韓国海軍からは駆逐艦「ワン・ゲオン」が参加し、電子戦訓練、戦術運動、通信訓練を実施した。また、7月5日から10日にも同海空域において実施された日米豪韓共同訓練（パシフィック・ヴァンガード21）に参加し、ミサイル射撃訓練、水上射撃訓練、対水上戦訓練、対潜戦訓練、戦術運動及び通信訓練を実施した。7月14から17日にも同海空域において豪海軍駆逐艦「ブリスベン」、フリゲート「パラマッタ」、韓国海軍駆逐艦「ワン・ゲオン」と日豪韓共同訓練を実施し、翌18日から27日にかけても同海空域において実施される米豪主催多国間共同訓練（タリスマン・セイバー21）に参加する。米海軍からは強襲揚陸艦「アメリカ」、ドック型輸送揚陸艦「ニューオリンズ」、ドック型揚陸艦「ジャーマンタウン」、駆逐艦「ラファエル・ペラルタ」、補給艦「アラン・シェパード」、「ラパハノック」、P-8A、豪海軍からは強襲揚陸艦「キャンベラ」、揚陸艦「チャールズ」、駆逐艦「ブリスベン」、フリゲート「パラマッタ」、「バララット」、P-8、カナダ海軍からはフリゲート「カルガリー」、韓国海軍からは駆逐艦「ワン・ゲオン」が参加し、射撃訓練、対潜戦訓練、海上作戦訓練を実施した。8月2日から8日まで珊瑚海からフィリピン東方に至る海空域において実施された米国主催大規模広域訓練2021（LSGE21：Large-Scale Global Exercise 2021）に参加した。米軍からは強襲揚陸艦「アメリカ」、ドック型輸送揚陸艦「ニューオーリンズ」が、オーストラリア軍からは強襲揚陸艦「キャンベラ」、フリゲート「バララット」、哨戒機P－8Aが参加し、海上作戦訓練（水上射撃訓練、対水上戦訓練、通信訓練、クロスデッキ、洋上補給訓練及びPHOTEX）を実施した。
2023年1月22日、第44次派遣海賊対処行動水上部隊（中東地域における情報収集活動兼務）としてソマリア沖・アデン湾に向けて大湊から出港した。同年2月5日、南シナ海において米海軍沿海域戦闘艦「チャールストン」と各種戦術訓練（対水上戦、LINKEX）、PHOTOEX等の日米共同訓練を実施した。
同年4月8日、アデン湾において、イタリア海軍フリゲート「カルロ・ベルガミーニ」との日伊PASSEXを実施した。同年7月21日、帰国途上の南シナ海において、米海軍揚陸指揮艦「ブルー・リッジ」とともに、日米共同訓練（PASSEX）を実施した。同年8月6日、大湊に帰港。
現在、第3護衛隊群第7護衛隊に所属し、定係港は大湊である。

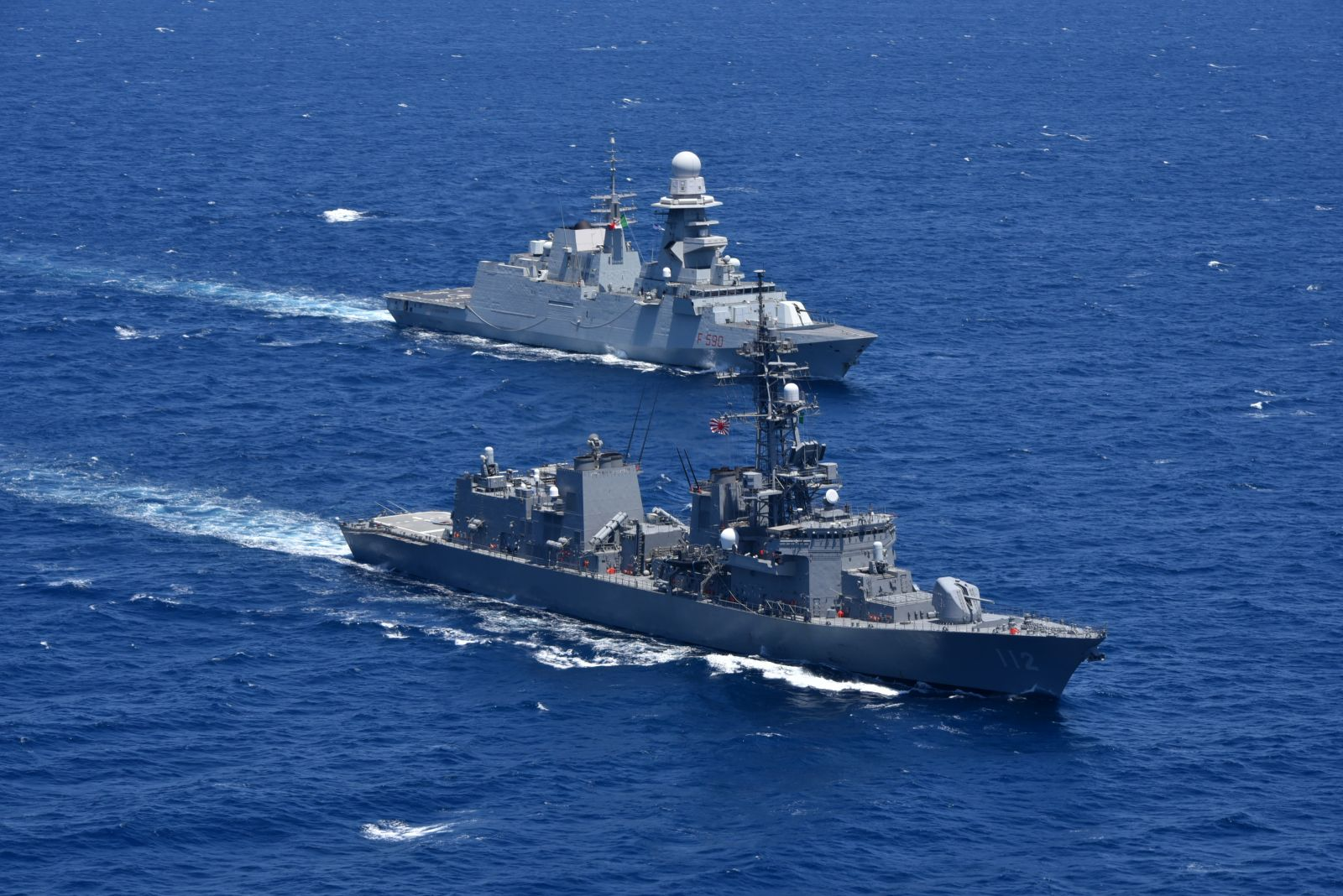
日伊PASSEXを実施中の「まきなみ」とイタリア海軍フリゲート「カルロ・ベルガミーニ」

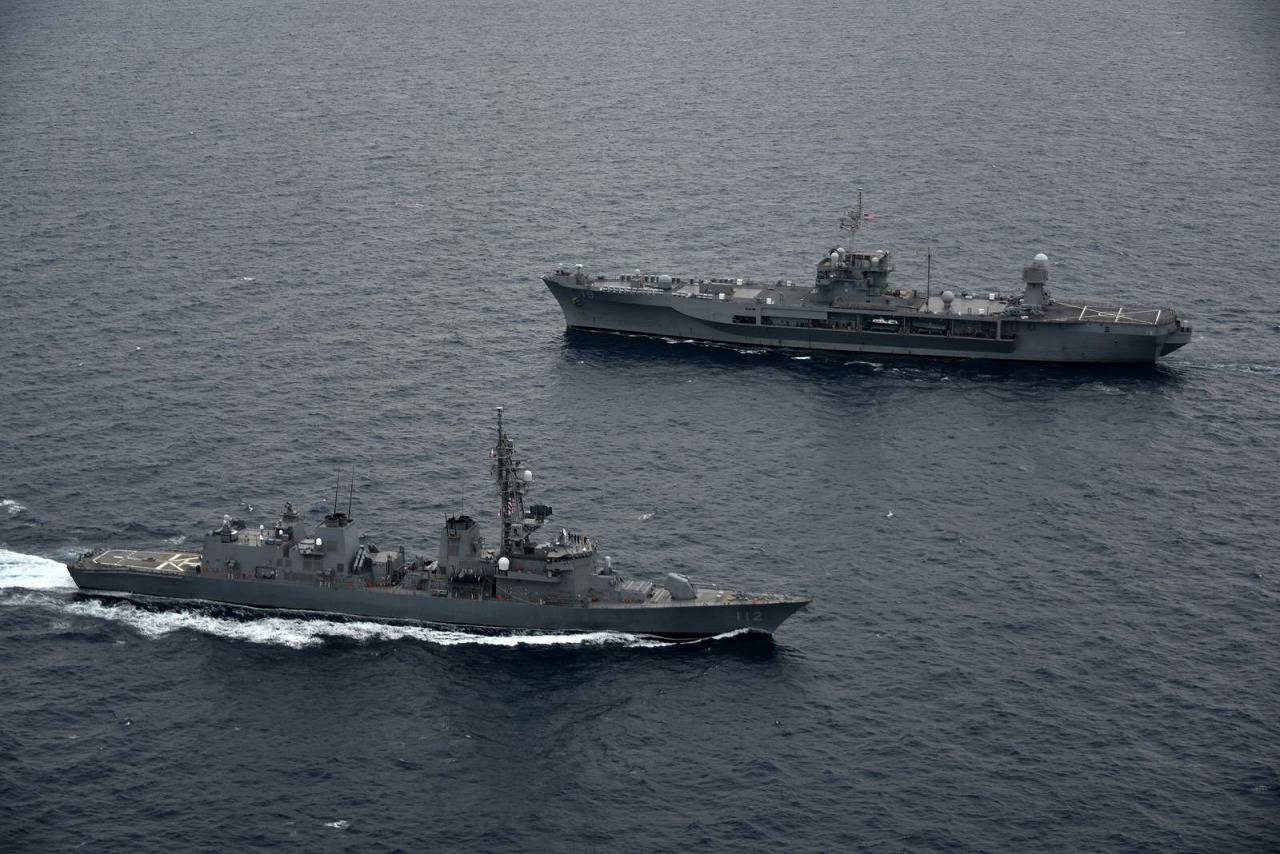
日米共同訓練を実施中の「まきなみ」と米海軍揚陸指揮艦「ブルー・リッジ」

### 歴代艦長
| 代 | 氏名       | 在任期間               | 出身校・期 | 前職                           | 後職                           | 備考                 |
| -- | ---------- | ---------------------- | ---------- | ------------------------------ | ------------------------------ | -------------------- |
| 01 | 岩澤 明    | 2004.3.18 - 2005.8.21  | 防大24期   | まきなみ艤装員長               | 横須賀地方総監部管理部人事課長 |                      |
| 02 | 豊住 太    | 2005.8.22 - 2007.8.19  | 防大29期   | 指揮通信開発隊システム第2科長  | 護衛艦隊司令部幕僚             |                      |
| 03 | 森田哲哉   | 2007.8.20 - 2009.3.24  | 防大31期   | やまゆき艦長                   | 統合幕僚学校教官               |                      |
| 04 | 秋元辰夫   | 2009.3.25 - 2011.8.7   | 防大31期   | うみぎり艦長                   | しらせ副長                     |                      |
| 05 | 大鋸寿宣   | 2011.8.8 - 2013.6.30   | 防大33期   | しらせ航海長                   | しらせ副長                     |                      |
| 06 | 麻生康晴   | 2013.7.1 - 2015.1.29   |            | 大湊海上訓練指導隊             | あきづき艦長                   |                      |
| 07 | 小野修司   | 2015.1.30 - 2016.7.31  | 防大39期   | かしま副長                     | 艦艇開発隊開発部長             | 2016.7.1 1等海佐昇任 |
| 08 | 沖重大樹   | 2016.8.1 - 2018.1.9    | 防大40期   | 護衛艦隊司令部幕僚             | 横須賀地方総監部管理部         |                      |
| 09 | 大日方孝行 | 2018.1.10 - 2019.3.21  | 防大36期   | 佐世保地方総監部管理部人事課長 | 横須賀海上訓練指導隊砲雷科長   |                      |
| 10 | 榎谷真一   | 2019.3.22 - 2020.11.19 |            | さわぎり艦長                   | あすか艦長                     |                      |
| 11 | 小坂樹範   | 2020.11.20 - 2022.7.10 | 防大45期   | 自衛艦隊司令部幕僚             | しらせ運用長                   |                      |
| 12 | 野瀬浩司   | 2022.7.11 - 2023.9.18  |            | すずつき砲雷長 兼 副長         | 護衛艦隊司令部                 |                      |
| 13 | 齋藤久就   | 2023.9.19 - 2025.3.12  |            |                                | 統合幕僚監部防衛計画部防衛課付 | 2025.1.1 1等海佐昇任 |
| 14 | 小泉正芳   | 2025.3.13 -            |            |                                |                                |                      |